# Politiek lesbianisme
Politiek lesbianisme is het idee dat seksueel gedrag een politieke keuze kan zijn en dat lesbianisme voor heteroseksuele vrouwen een positief alternatief is in de strijd tegen seksisme. Het politiek lesbianisme moedigt vrouwen aan om niet aan liefdesrelaties of seks met mannen te beginnen, en bestaande relaties met mannen te verbreken. Aanhangers gaan voortaan alleen lesbische relaties aan of leven celibatair of aseksueel. Sommigen van hen weigeren ook samen te werken of contacten te onderhouden met andere vrouwen die wel relaties met mannen hebben. Het politiek lesbianisme erkent dat seksuele geaardheid niet veranderd kan worden.
Onder invloed van Anne Koedt en haar analyses over het vrouwelijk orgasme stimuleert de stroming vrouwen ook om af te zien van seksuele penetratie en andere vormen van 'mannelijke' seksualiteit, zoals de consumptie van pornografie.
Het politiek lesbianisme is onderdeel van het feminisme, meer bepaald het radicaal feminisme, en is een vorm van feministisch separatisme. Het wordt met name toegejuicht door het lesbisch feminisme.

## Ontstaan
Het aannemen van een lesbische levensstijl uit frustratie over de omgang van mannen met vrouwen was geenszins nieuw en gebeurde al veel langer. Het politiek lesbianisme ontstond in de loop van de jaren 60 van de twintigste eeuw binnen het radicaal feminisme als een manier om aan seksisme en opgedrongen heteronormativiteit te ontkomen. Het hield verband met het feministisch separatisme of was daar een verlengstuk van. Deze doctrine stelt dat vrouwen zich van mannen moeten afwenden om tot volledige bevrijding te komen. Aanhangers trachtten alle omgang met mannen te beperken en zo min mogelijk met ze samen te werken. Het was de eerste coherente ideologie die het vestigen van een lesbische of celibataire levensstijl ondersteunde en populariseerde.
Tot de belangrijkste denkers en voorvechters van het politiek lesbianisme behoren Sheila Jeffreys en Ti-Grace Atkinson. Aan de laatste wordt een van de bekendste leuzen van de beweging toegeschreven: "Het feminisme is de theorie, lesbianisme de praktijk".

## Nederland
In Nederland was actiegroep Paarse September aanvankelijk leidend bij deze beweging, hoewel de leden ervan al lesbisch waren. De groep gooide de knuppel in het feministische hoenderhok door in hun krant te stellen dat feministes die heteroseksueel bleven geen echte feministes waren, en zelfs als anti-feministisch beschouwd konden worden. In 1972 deden ze hun visie uit de doeken in Folia Civitatis.
Vanwege het feministisch separatisme ontstonden in die tijd overal vrouwenfeesten, vrouwenhuizen, vrouwencafés, vrouwenorganisaties en vrouwenbedrijven. Voorbeelden zijn het Amsterdamse café Saarein uit 1978 en de vrouwenboekhandels Xantippe, De Feeks en De Heksenkelder. In het verlengde daarvan, en ook vanwege toegenomen (maar nog onvoldoende) acceptatie van homoseksualiteit, werden ook veel lesbische culturele activiteiten georganiseerd. Er werd meer lesbische literatuur en muziek gemaakt, er werden lesbische cafés en disco's opgericht en lesbische festivals georganiseerd. Al deze organisaties en activiteiten oefenden ook een zekere aantrekkingskracht uit op heteroseksuele vrouwen: lesbisch werd hip. In aansluiting daarop kreeg de oproep van Paarse September meer en meer gehoor en een onbekend aantal vrouwen verruilden een heteroseksueel voor een lesbisch leven, in sommige gevallen tijdelijk.